# Jacek Jagielski
Jacek Kazimierz Jagielski (ur. w 1957 w Warszawie) – polski fizyk, profesor nauk fizycznych.

## Życiorys
Ukończył XIV Liceum Ogólnokształcące im. Stanisława Staszica w Warszawie a w 1980 Wydział Fizyki Technicznej i Matematyki Stosowanej Politechniki Warszawskiej (w trybie ITS). Po studiach podjął pracę w  Instytucie Technologii Materiałów Elektronicznych w Warszawie. Pracę doktorską Badanie metodą kanałowania jonów redystrybucji atomów implantowanych w kryształach żelaza obronił w 1991 (promotorem był prof. Andrzej  Turos). Od 1997 pracował w Instytucie Problemów Jądrowych, a po jego włączeniu w struktury Narodowego Centrum Badań Jądrowych pracuje w NCBJ, gdzie pełni obecnie funkcję dyrektora Departamentu Fizyki Materiałów.  W 1999 habilitował się podstawie pracy Amorfizacja metali w wyniku oddziaływania wiązek jonów. Od 31 października 2007 jest profesorem nauk fizycznych. Prof. Jagielski od 2019 roku jest koordynatorem projektu NOMATEN Teaming, jednego z trzech polskich projektów Teaming finansowanych przez Komisję Europejską.  
Zajmuje się badaniami materiałów z wykorzystaniem technik jądrowych, wpływem oddziaływań wysokoenergetycznych jonów na materiały oraz opracowaniem materiałów na potrzeby energetyki jądrowej. 
Odbywał staże naukowe we Francji, Austrii, Słowenii, USA i Katarze.
W 2015 został odznaczony Medalem Pamiątkowym „Pro Masovia”, a w 2018 Krzyżem Oficerskim Orderu Palm Akademickich (V Republika Francuska).